# Kreis Mezőkovácsháza
Der Kreis Mezőkovácsháza (ungarisch Mezőkovácsházai járás) ist ein Kreis im Süden des Komitats Békés in Südost-Ungarn. Er ging im Zuge der ungarischen Verwaltungsreform als Nachfolger des gleichnamigen Kleingebiets (ungarisch  Mezőkovácsházai kistérség) in unveränderter Zuordnung hervor. 4 der 18 Gemeinden sind Grenzgemeinden zu Rumänien.

Der Kreis hat eine durchschnittliche Gemeindegröße von 2.168 Einwohnern auf einer Fläche von 48,97 Quadratkilometern. Der flächenmäßig größte Kreis hat eine geringere Bevölkerungsdichte als das Komitat. Verwaltungssitz des Kreises ist die größte Stadt, Mezőkovácsháza, im Zentrum des Kreises gelegen.

## Gemeindeübersicht
| Gemeinde             | Status       | Herkunft Kleingebiet | Einwohnerzahl | Einwohnerzahl | Einwohnerzahl | Fläche     | Bevölkerungs- dichte (Ew./km²) |
| Gemeinde             | Status       | Herkunft Kleingebiet | 01.10.2011    | 01.01.2013    | 01.01.2016    | 01.01.2016 | Bevölkerungs- dichte (Ew./km²) |
| -------------------- | ------------ | -------------------- | ------------- | ------------- | ------------- | ---------- | ------------------------------ |
| Almáskamarás         | Gemeinde     | Mezőkovácsháza       | 909           | 943           | 852           | 14,71      | 57,9                           |
| Battonya *           | Stadt        | Mezőkovácsháza       | 6.042         | 5.974         | 5.835         | 145,71     | 40,0                           |
| Dombegyház *         | Großgemeinde | Mezőkovácsháza       | 2.003         | 2.066         | 2.030         | 57,94      | 35,0                           |
| Dombiratos           | Gemeinde     | Mezőkovácsháza       | 551           | 560           | 564           | 18,30      | 30,8                           |
| Kaszaper             | Gemeinde     | Mezőkovácsháza       | 1.969         | 1.990         | 1.878         | 33,57      | 55,9                           |
| Kevermes *           | Großgemeinde | Mezőkovácsháza       | 2.028         | 2.075         | 2.001         | 43,34      | 46,2                           |
| Kisdombegyház        | Gemeinde     | Mezőkovácsháza       | 471           | 463           | 452           | 12,61      | 35,8                           |
| Kunágota             | Gemeinde     | Mezőkovácsháza       | 2.777         | 2.769         | 2.638         | 63,96      | 41,2                           |
| Magyarbánhegyes      | Gemeinde     | Mezőkovácsháza       | 2.408         | 2.335         | 2.280         | 36,56      | 62,4                           |
| Magyardombegyház     | Gemeinde     | Mezőkovácsháza       | 189           | 193           | 223           | 7,65       | 29,2                           |
| Medgyesbodzás        | Gemeinde     | Mezőkovácsháza       | 1.107         | 1.103         | 1.026         | 31,67      | 32,4                           |
| Medgyesegyháza       | Stadt        | Mezőkovácsháza       | 3.698         | 3.721         | 3.527         | 64,29      | 54,9                           |
| Mezőhegyes *         | Stadt        | Mezőkovácsháza       | 5.712         | 5.537         | 5.274         | 155,44     | 33,9                           |
| Mezőkovácsháza       | Stadt        | Mezőkovácsháza       | 6.177         | 6.362         | 6.059         | 62,59      | 96,8                           |
| Nagybánhegyes        | Gemeinde     | Mezőkovácsháza       | 1.248         | 1.264         | 1.206         | 42,24      | 28,6                           |
| Nagykamarás          | Gemeinde     | Mezőkovácsháza       | 1.463         | 1.426         | 1.343         | 43,10      | 31,2                           |
| Pusztaottlaka        | Gemeinde     | Mezőkovácsháza       | 351           | 431           | 450           | 18,87      | 23,8                           |
| Végegyháza           | Gemeinde     | Mezőkovácsháza       | 1.447         | 1.396         | 1.394         | 28,94      | 48,2                           |
| Kreis Mezőkovácsháza |              |                      | 40.550        | 40.608        | 39.032        | 881,49     | 44,3                           |

* Grenzgemeinde zu Rumänien